# Streng (Film)
Streng (Originaltitel: Une histoire d’amour) ist ein französisch-luxemburgisch-belgisches Erotikdrama aus dem Jahr 2013 von Hélène Fillières, die auch das Drehbuch verfasste. Der Film basiert auf dem Roman Sévère des Schriftstellers Régis Jauffret aus dem Jahr 2010.

## Handlung
In der Ehe zwischen dem Ehemann und seiner jungen Frau ist aufgrund des sehr großen Altersunterschied die Luft raus. Er genießt die ruhigen Momente auf der Couch, sie sehnt sich nach körperlicher Zuneigung. Daher beschließt sie, ihr Liebesglück woanders zu finden.
Sie begegnet einem Bankier und schon bald lassen sich beide auf eine Affäre ein. Im Laufe ihrer sexuellen Beziehung brechen immer mehr Tabus und sie widmen sich Schusswaffen und Sado-Masochismen. Der in seiner Berufswelt so mächtig erscheinende Banker unterwirft sich nun nachts der immer mehr zur Domina werdenden jungen Frau. Bald rücken immer mehr psychologische Machtspiele in den Vordergrund. Die Partner demütigen sich wechselweise gegenseitig. Als ihr Ehemann von dem Techtelmechtel erfährt, wirkt er hilflos. Im weiteren Verlauf lassen sich der Banker und die junge Frau ihre Beziehung viel Geld kosten.

## Hintergrund
Die Dreharbeiten fanden vom 17. Oktober 2011 bis 9. Dezember 2011 in Le Bourget, dem Großherzogtum Luxemburg, und am Bahnhof Bahnhof Liège-Guillemins in Lüttich statt. Der Film feierte am 9. Januar 2013 in Frankreich seine Premiere. Am 26. Januar 2013 wurde er auf dem Internationalen Film Festival Rotterdam gezeigt. In Deutschland startete der Film am 17. April 2014 in den Videoverleih.
Alle im Film vorkommenden Charaktere haben keinen Namen.

## Rezeption
„Aufgeheiztes Erotikdrama in schickem Ambiente, das die vertrauten Konstellationen einer ‚amour fou‘ übersteigert, bis die ausgelebten sexuellen Fantasie das alltägliche Leben gefährden. Getragen von soliden Darstellern, thematisch eher verquast und zunehmend unglaubwürdiger.“

Der Film erhielt überwiegend negative Kritiken sowohl von der Presse als auch von den Zuschauern. Kritiker weisen allgemein darauf hin, dass der Film sein Thema nicht aufgreift. Cahiers du cinéma schreibt, „Der Film hält kein Fahrwasser: Sein sonntägliches Theater in den Klamotten der Unruhe erstarrt ihn schnell in einer kleinen lächerlichen Folklore“. Libération urteilt, „Der Film, so wie er ist, scheint trotz aller guten Absichten, die ihn leiten, und der Intelligenz, die ihn begründet, furchtbar gescheitert“.